# Zhao Bingjun

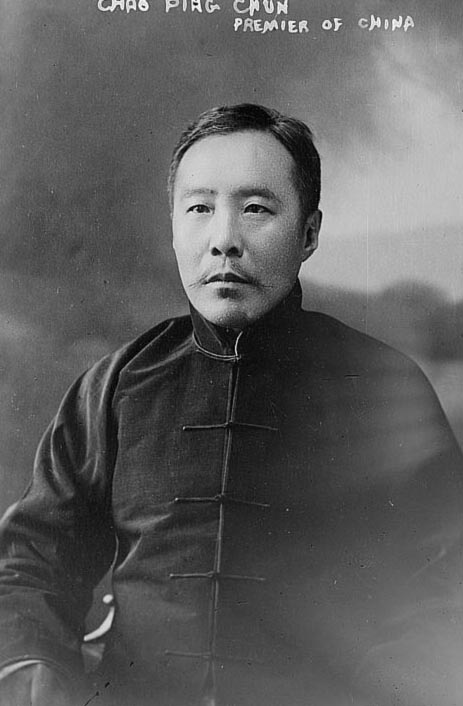

Zhao Bingjun (赵秉钧) (1859 - 26 de fevereiro de 1914) foi um político chinês que foi ativo durante a dinastia Qing e início da República da China; foi o terceiro premiê da República da China de 25 de setembro de 1912 a 1 de maio de 1913.
Zhao foi anteriormente um oficial de segurança pública durante a dinastia Qing e tornou-se ministro do Interior durante a república antes de se tornar primeiro-ministro. Ele esteve diretamente implicado no assassinato de Song Jiaoren, que seria o mais provável para ser o seu sucessor. O assassinato foi provavelmente encomendado pelo presidente provisório, Yuan Shikai, que estava aborrecido por Song planejar preencher o gabinete com membros nacionalistas do Kuomintang que obstruíam as políticas de Yuan. Zhao apregoou sua inocência e de Yuan, mas renunciou para proteger o governo de Yuan, sendo feito governador de Zhili.
Zhao foi misteriosamente envenenado em 1914, provavelmente por Yuan para impedi-lo de vazar mais detalhes da morte de Song para a imprensa.